# Veracruz (Mexikó)
Veracruz (jelentése: igazi kereszt) egy város Mexikóban, a Mexikói-öböl partján, Veracruz állam legnagyobb városa. Lakossága 2010-ben körülbelül 428 ezer fő volt. Jelentős kikötőváros, itt bonyolódik le Mexikó exportforgalmának mintegy fele. 

## Földrajz
Veracruz az azonos nevű állam középső részén, a Mexikói-öböl partján épült fel. Területe viszonylag sík, kicsi szintkülönbségekkel, de a várostól nyugatra már dombok, kisebb hegyek emelkednek. Vízfolyásai nincsenek. Az éves átlaghőmérséklet 24–26 °C, a csapadék mennyisége 1100–1600 mm. Környékét főként rétek és legelők borítják, de a növénytermesztés által hasznosított területek is jelentősek.

## Népesség
A település népessége a közelmúltban szinte folyamatosan növekedett:
| Év   | Lakosság |
| ---- | -------- |
| 1990 | 303 152  |
| 1995 | 381 190  |
| 2000 | 411 582  |
| 2005 | 444 438  |
| 2010 | 428 323  |

## Történelem
A várost Hernán Cortés alapította 1519-ben. Az új kontinensre érkezve Cortés sikeresen használta ki egymás ellen az őslakos népek ellentéteit és elhatározta, hogy nem csak felderíteni, hanem hódítani is fog a spanyol korona számára. Ennek bizonyítására alapította meg Quiahuiztlán totonák város mellett Villa Rica de la Vera Cruz-t, azaz az Igaz Kereszt Gazdag Városát. Az eleinte településnek is kicsi „város” hat évvel később, 1525-ben, néhány km-re délebbre épült fel.   
A város a konkvisztádorok partraszállásától mintegy három és fél évszázadon át, az alkirályság időszakában Új-Spanyolország egyetlen kapuja volt keletre, az Óhaza felé.
Veracruz mexikói forradalom idején is fontos szerepet játszott: amikor 1914 végén Pancho Villa és Emiliano Zapata csapatai bevonultak Mexikóvárosba, Venustiano Carranza kormányával együtt Veracruzba települt át. Azt a világítótoronnyal is rendelkező épületet, ahol kormányának székhelyét berendezte, ma Faro Venustiano Carranzának (Venustiano Carranza világítótorony) nevezik.

## Kultúra
A városban keverednek a spanyol és az afro-karibi hatások, ami nem meglepő, hiszen a 16. század folyamán afrikai rabszolgák százezrei léptek itt az amerikai földrészre. Az árkádos házakkal, utcai kávézókkal teletűzdelt, élettel teli tengerparti üdülővárosban a tavaszi karnevál idején még jobban felgyorsul az élet ritmusa. Innen ered a jarocho zenei stílus. 

## Sport
Veracruz az otthona az első osztályú bajnokságban szereplő Tiburones Rojos de Veracruz (Veracruzi Vörös Cápák) labdarúgócsapatnak. Stadionjuk az Estadio Luis de la Fuente. Ugyancsak a városban játszik a Halcones Rojos de Veracruz (Veracruzi Vörös Sólymok) kosárlabdacsapat is.